# Sassotetto
Sassotetto conosciuta anche come Sasso Tetto è una frazione del comune di Sarnano.

## Geografia fisica
Sassotetto è la frazione più alta di Sarnano, dista 7,07 km in linea d'aria dal comune di appartenenza, si trova sui Monti Sibillini e le strutture si trovano all'altezza di 1 287 m s.l.m. Il punto più basso del territorio si trova a 1 200 metri s.l.m. e il punto più alto si trova a 1 700 metri.
La vista che Sassotetto dispone, vista la sua elevata altezza, varia lasciando all'orizzonte verso la Croazia il blu del mare Adriatico.

## Sport
- Sassotetto è una delle due ski area del comprensorio sciistico di Sarnano dove il divertimento per gli amanti dello sci e snowboard è assicurato.[3]
- La Cronoscalata Automobilistica Trofeo Lodovico Scarfiotti Sarnano-Sassotetto è una gara Automobilistica che si svolge nel mese di giugno. Il Trofeo Scarfiotti nasce per ricordare il pilota Ludovico Scarfiotti.[4]
- La salita di Sassotetto (Valico di Santa Maria Maddalena) è stata inserita per tre volte nel percorso del Giro d’Italia (1987, 1990 e 2025) ed è stata per tre volte arrivo di tappa della Tirreno-Adriatico (2018, 2020 e 2023). Ha inoltre ospitato l’arrivo di una prova del Trofeo dello Scalatore nel 1993.